# ان‌جی‌سی ۵۸۴
ان‌جی‌سی ۵۸۴ یک کهکشان بیضوی در صورت فلکی نهنگ است.